# Gorgeous Grampa
Gorgeous Grampa (с англ. — «Великолепный дедушка») — четырнадцатый эпизод двадцать четвёртого сезона мультсериала «Симпсоны». Выпущен 3 марта 2013 года в США на телеканале «Fox».

## Сюжет
Гомер увлекается реалити-шоу «Складская битва» и решает поучаствовать в аукционе складов. Ему достаётся склад за тысячу долларов. Там семья обнаруживает женскую одежду, косметику и журналы о фитнесе, которые принадлежат дедушке Эйбу. Мардж считает, что дедушка – гей, которому приходилось оставаться гетеросексуалом на людях. Они решают сблизить его со Смитерсом, но план проваливается, когда появляется мистер Бёрнс. Он показывает семье, что на самом деле дедушка был рестлером «Гламурный Годфри» с довольно странным сценическим образом и нарочито хамским отношением с противникам и зрителям. Но, поскольку его ненавидели люди, Эйб решил бросить реслинг. Бёрнс также говорит, что он единственный фанат «Гламурного Годфри», и предлагает Эйбу вернуться на ринг. Хотя дедушку по-прежнему ненавидят, он продолжает участвовать в боях под руководством Бёрнса.
Барту начинает нравиться «Гламурный Годфри», он начинает его копировать. Бёрнсу и Эйбу это нравится, но Гомеру и Мардж – напротив. Эйб и Барт объединяют силы и работают в команде. Во время очередного боя Барт оскорбляет зрителей, и дедушка исправляет положение, называя себя «Честным Эйбом» (ведь на кону будущее и душа Барта). Бёрнс протестует, но Барт и дедушка избивают его на ринге, после чего бросают реслинг.

## Отношение критиков и публики
В воскресную ночь на «FOX» эпизод просмотрело 4.66 миллионов человек 18-49 лет, и он стал первым по просматриваемости, получив рейтинг 2.2. Оценки критиков к эпизоду были смешанные. Например, Роберт Дэвид Салливан из «The A.V. Club» дал оценку «B-» со словами: «В этом сезоне довольно много эпизодов о ностальгии и дедушке, так что неудивительно, что Симпсоны нашли склад с его вещами».